# Tubbataha-Riff
Der Name Tubbataha-Riff bezeichnet eine Inselgruppe von zwei Atollen in der zentralen Sulusee. Sie gehören zur Provinz Palawan der Philippinen.

## Geographie
Die beiden rund sechs Kilometer voneinander entfernt liegenden Atolle bilden zusammen das größte Korallenriff der Philippinen. Sie gehören zur Gemeinde Mapun. Der Name Tubbataha entstammt dem Samal. In seiner Bedeutung bezeichnet er ein großes Riff, das nur bei Ebbe aus dem Wasser ragt. Nach einer anderen Deutung soll es „Ruheplatz der Mantas“ bedeuten. Das Riff liegt inmitten der Sulusee, etwa 160 km südöstlich von Puerto Princesa, der Hauptstadt Palawans.
Bei beiden Atollen weist das Korallendach eine Breite zwischen 100 und 300 m auf, liegt bei Flut fast komplett unter Wasser und bildet nur bei starker Ebbe eine geschlossene Form über Wasser. In ihrer Mitte liegen flache, sandige Lagunen, die eine ideale Wohnstätte für Stachelrochen und Schildkröten bilden. Nach außen fallen Korallenwände in Stufen bis auf 1000 m, nach wenigen Kilometern bis auf über 2200 m ab.
Tubbatawa North Reef ist 17,4 km lang und bis zu 5,5 km breit. Es hat eine Gesamtfläche von 80 km², und die Lagune ist bis zu 24 Meter tief, nach anderen Angaben bis zu 33 Meter. Das Ringriff ist geschlossen, und es gibt keine Bootseinfahrt in die Lagune. Das Atoll weist zwei Inseln (North Islet und Central Islet) auf, außerdem liegen einige schwarze Felsblöcke ständig über Wasser. Die nur wenige tausend Quadratmeter große Hauptinsel North Islet (auch Bird Island oder Tubba Tawa Island) am nordöstlichen Ende des Atolls mit einer Höhe von 1,2 Metern ist von Gras und Guano bedeckt. Bei Niedrigwasser kommen einige Sandbänke zum Vorschein, die jeweils rund 90 Meter lang sind.
Tubbataha South Reef ist rund 8,0 km lang und bis zu 5,5 km breit. An seiner südlichen Spitze liegt die 1,6 Meter hohe South Islet, mit einem noch in Betrieb befindlichen alten Leuchtturm, dessen extrem schwaches Licht nicht zur Navigation geeignet ist. Außerdem liegen Black Rock sowie weitere schwarze Felsen und Sandcays im Norden des Atolls ständig über Wasser.
24,5 Kilometer nordwestlich von North Islet liegt das Jessie Beazley Reef.

## Geologie
Der 500 km lange und 30 km breite Cagayan-de-Sulu-Rücken teilt die Sulusee in das Nordwest- und Südost-Bassin und verbindet die Riffinseln von Cagayan mit den Nachbarinseln Arena und Cawili sowie Tubbataha und Cagayan de Sulu nordöstlich von Borneo.
Vermutlich sind die Atolle von Tubbataha durch eine eingebrochene Caldera (unterirdische Magmakammer) entstanden, auf deren Rändern sich ein inzwischen knapp 100 m hohes Kalksteindach durch die winzigen Korallenpolypen im Verlauf Abertausender Generationen gebildet hat und die erste Steilstufe erzeugte. Unterstützt wird diese Hypothese durch den knapp südlich des Archipels verlaufenden Sulugraben, der östlich an den Negrosgraben stößt – im Norden führt der Manilagraben weiter. Speziell an diesen Störungen könnten durch Plattentektonik und Subduktion Vulkantätigkeiten vorgekommen sein.

## Mariner Nationalpark
Die philippinische Präsidentin Corazon Aquino erklärte am 11. August 1988 das Riff und die Umgebung zum Nationalpark Tubbataha Reef National Marine Park. Damit wurden die kommerzielle Fischerei und das Sammeln von Korallen verboten, was sich allerdings erst zögerlich, dann Februar 2000 durch die Gründung einer dauerhaften Rangerstation auf einer südlichen Sandbank im nördlichen Atoll fast komplett und flächendeckend durchsetzen ließ. 1993 wurde der Nationalpark von der UNESCO zum Weltnaturerbe erklärt. Das bis jetzt geschützte Gebiet erstreckt sich von 8°44' – 8°57' Nord und 119°48' – 120°03'. Anfang 2005 wurde das nordwestlich liegende Jessie-Beazley-Riff mit einem Durchmesser von 500 m und einer bei Flut 10 m langen und 1 m hohen Sandbank eingegliedert. Nachdem zuvor Fischen und Ankern immer noch erlaubt waren, wurde das Schutzgebiet am 23. August 2010 nach den Richtlinien des Republikgesetzes 7586, in Abstimmung mit der UNESCO, neu eingestuft und seitdem als Tubbataha Reef Natural Park ausgewiesen und zur no-take-zone erklärt. Der Tubbataha Reefs Natural Park gehört zu den sechs Naturschutzgebieten der Philippinen, die als Ramsar-Gebiete ausgewiesen wurden.
7 % der Eintrittsgelder fließen direkt in den Haushalt der Großraumgemeinde Cagayancillo im Cagayan-Inseln, da das Tubbataha-Atoll von ihr verwaltet wird. Im Cagayan-Archipel finden sich auch ausgezeichnete Tauchgebiete.

## Flora und Fauna

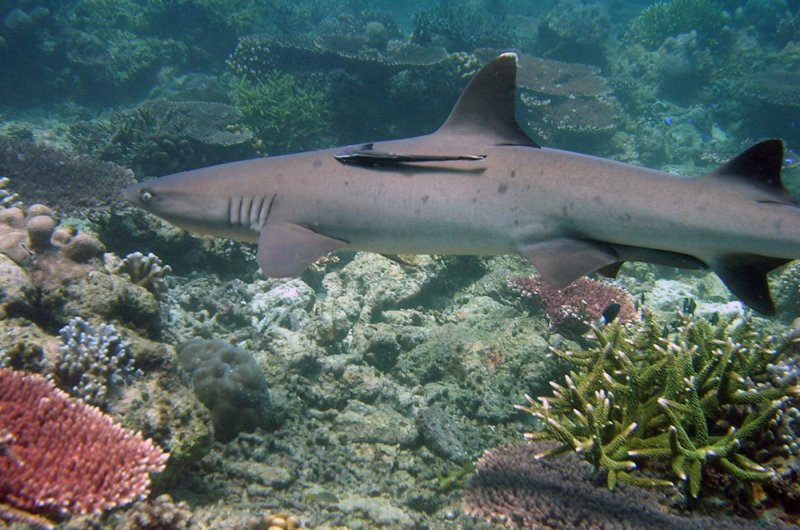
Weißspitzen-Riffhai mit Schiffshalter

Im 970,30 km² großen marinen Naturpark liegen auf einer Fläche von etwa 100 km² Korallenbänke. Damit ist es das drittgrößte zusammenhängende Riffsystem der Philippinen, das auf Grund der abgelegenen Lage (wieder) weitgehend intakt ist und in der Hitliste von Tauchzeitschriften zu den 10 schönsten weltweit gerechnet wird. Der französische Tauchpionier Jacques-Yves Cousteau besuchte dieses Riff als einziges zweimal.
Es ist allerdings kein unberührtes, intaktes Riff. Vor allem Mitte bis Ende der 1980er Jahre wurde in großem Umfang mit Cyanid und Dynamit und allen anderen illegalen und legalen Fangmethoden gewildert; nicht nur, aber auch von ausländischen Kuttern, die überwiegend aus der Volksrepublik China, Vietnam und Korea kamen. Hinzu kommen Schäden durch Schleppnetze, -leinen und Anker. Die Folgen sind heute noch unübersehbar, wenngleich große Flächen des Korallenschutts inzwischen gut überwachsen sind. Die Wände, vor allem in den tieferen Regionen, haben kaum gelitten. In den Gewässern des Riffs lassen sich ca. 500 verschiedene Fischarten beobachten, wie der Weißspitzen-Riffhai, seltene Schwarzspitzen-Riffhaie, Graue Riffhaie, acht Arten von Meeressäugern (u. a. Delfine), große Thunfische und Makrelen, Zackenbarsche, Napoleon-Lippfische, Schmuck-Langusten, große Stachelrochen schon seltener, aber nicht ungewöhnlich. Auf den Inseln des Riffs finden sich Nistgelege der Suppen- und Echte Karettschildkröte. Seltene Gäste sind Mantas und Walhaie. Hinzu kommen ca. 374 Arten von Weich- und Steinkorallen, Seegraswiesen und eine unüberschaubare Menge von Kleinstlebewesen. Aufsehen erregen stellenweise die riesigen Fächer unzähliger Gorgonien, viele Weichkorallen indizieren die gute Wasserqualität.
Wissenschaftlich werden an Biomasse 20 bis 30 metrische Tonnen pro Quadratseemeile als allgemeiner Indikator für einen guten Zustand eines Riffs angenommen. Nach einer Erhebung hat Tubbataha 87,2 zu bieten, auf dem zweiten Platz der Philippinen findet sich Puerto Galera / nordöstliches Mindoro weit abgeschlagen mit 26,24 t wieder.
Komplettiert wird die Inventarliste durch 44 Vogelarten, viele von ihnen nisten auf der nur 300–500 m breiten Insel im nördlichen Atoll mit karger Vegetation; hier ist absolutes Betretungsverbot. Das Gebiet wird vor allem von Seeschwalben (Weißkappennoddi, Anous minutus; Noddi, Anous stolidus; Rußseeschwalbe, Onychoprion fuscatus; Eilseeschwalbe, Thalasseus bergii) und Brauntölpeln (Sula leucogaster) bewohnt. Gelegentliche Besucher sind Albatrosse und Arielfregattvögel (Fregatta ariel).

## Tauchsport
Die Unterwasserlandschaft mit ihrem Artenreichtum zieht durch ihren – wegen der großen Entfernung zu Fischereigebieten – hervorragenden Zustand viele Sporttaucher an. Obwohl das Riff nur von Mitte März bis Mitte Juni besucht werden kann und die Anreise per Schiff von Cebu City, Manila oder Puerto Princesa viele Stunden benötigt, nimmt die Attraktivität bei den Tauchern immer mehr zu. Trotzdem erreichen die Atolle nur weniger als tausend Menschen pro Jahr. Die Sicht unter Wasser beträgt je nach Bedingungen 15 bis 40 m und an manchen Tagen – vor allem im Mai – bis 45 m. Beide Atolle (das größere Nordatoll und das Südatoll) sowie das etwa 22 km nordöstlich der Inselgruppe liegende Jessie Beazley Reef können betaucht werden.
In den Tubbataha-Atollen können urplötzlich extreme, für unerfahrene Taucher lebensgefährliche vertikale und horizontale Strömungen auftreten („Waschmaschine“).

## Vorfälle
Am 17. Januar 2013 lief die USS Guardian, ein Minenjagdboot der US-amerikanischen Marine, im Marineschutzpark auf Grund und zerstörte dabei ca. 1000 m² des Korallenriffs.